# Eurycratus cochabambae
Eurycratus cochabambae là một loài bọ cánh cứng trong họ Salpingidae. Loài này được Scott miêu tả khoa học năm 1926.